# 洛依歆·墨菲
洛依歆·墨菲（1973年7月5日—），是一位愛爾蘭女歌手、詞曲創作者和唱片製作人，她在1990年代首次與英國音樂家馬克·布萊登一起作為流行音樂二人組Moloko而聞名，Moloko解散之後，墨菲開始了個人事業，並於2005年發行了她的首張個人專輯《Ruby Blue》，此專輯是她與實驗音樂家馬修·赫伯特一起創作和製作的，並且獲得了好評。 她的第二張個人專輯《Overpowered》於2007年發行。
2015年，墨菲發行了她的第三張個人專輯《Hairless Toys》，該專輯被獲得了水星音樂獎和愛爾蘭選擇音樂獎。第二年，她發行了她的第四張專輯《Take Her Up to Monto》。2018年，她與製片人莫里斯·富爾頓合作發行了四張30公分的專輯。墨菲分別在2020年和2023年發行了她的第五張和第六張個人專輯《Róisín Machine》和《Hit Parade》，這些專輯獲得了好評。

## 外部連結
- 洛依歆·墨菲 – 官方網站
- Moloko – 官方網站
- 洛依歆·墨菲在Allmusic上的頁面
- 洛依歆·墨菲的Discogs页面 （英文）
- YouTube上的洛依歆·墨菲頻道